# Alcedo
Alcedo és un dels gèneres de la família dels alcedínids (Alcedinidae) i l'ordre dels coraciformes (Coraciiformes). Són aus aquàtiques d'hàbits pescadors. Una de les espècies, el blauet, habita als Països Catalans. Aquest nom de blauet es fa extensiu a la resta d'espècies del gènere.

## Taxonomia
Aquest fènere és classificat en 8 espècies:
- blauet aiguamarina (Alcedo coerulescens)
- blauet de Java (Alcedo euryzona).
- blauet de Malàisia (Alcedo peninsulae).
- blauet lluent (Alcedo quadribrachys).
- blauet meninting (Alcedo meninting).
- blauet comú (Alcedo atthis).
- blauet de mig collar (Alcedo semitorquata).
- blauet de Blyth (Alcedo hercules).

Els blauets de Malàisia i de Java, són sovint considerats coespecífics.